# Живко Колев
Живко Славов Колев е български поет, автор на текстове, сценарист, продуцент и изпълнител.

## Биография
Роден е на 23 юли 1954 г. в София. Завършва право.
Режисьор е на многобройни вариететни програми и концерти (от 1994 до 1999 г. автор, сценарист и режисьор на тричасовите програми в култовото заведение „Блек кет“ в сградата на Строителни войски, от 1999 до 2001 г. – на програмите, конкурсите за песни и „Мис“ на „Шведския хотел“ във Варна).
Един от създателите на трио НЛО и автор на 107 от изпълняваните от тях песни. Първото участие на групата като НЛО е през 1986 г. Режисьор на този първи техен концерт в Летния театър във Варна е Хачо Бояджиев, който дава и името на групата.
Продуцент на над 30 албума на наши изпълнители.
В периода 1994 – 1999 г. е главен консултант на фестивала „Златният Орфей“.
Живко Колев е автор и на текстовете на около 900 популярни, детски и хумористични песни.
В продължение на пет години (мандат и половина) е член на УС на Музикаутор.
На 23 май 2024 г. е награден с отличието на Министерството на културата „Златен век“ за изключителни постижения в областта на културата. Носител на международната награда "San Remo award" за 2024г. заедно със Силвия Кацарова и Васил Найденов.

## Творчество

### Сценарии
Автор е на стотици сценарии на телевизионни шоупрограми и концерти, между тях:
- Мелодия на годината (реж. Ласка Минчева)
- Телевизионна дискотека – 28 предавания (реж. Цветана Янакиева)
- С песен из България (реж. Валентин Гоневски)
- Кръгове на младостта (реж. Васа Ганчева)
- Сезони (реж. Светозар Атанасов)
- Празнични концерти (реж. Младен Младенов – Доктора)
- Новогодишни програми („Съзвездия – 83“, реж. Хачо Бояджиев)
- „Търновска сцена“ – телевизионно състезание с участието на проф. Андрей Пантев и Тома Томов
- На либретото на първия български рок – мюзикъл „Утре в десет“ (муз. Любомир Денев) – осем постановки в ДМТ „Ст. Македонски“ 1983 г. и сценария на едноименния телевизионен пълнометражен игрален филм (реж. Стефан Мушатов)
- На десетсерийния детски филм „Тайните на чичо Астор“

### Текстове за песни
- Джалма
- Накъдето ми видят очите
- Болка от любов
- Хей, капитане
- Сбогом
- Междучасие
- Клоунът
- Големият кораб минава
- Рали
- След лятото
- Бързаш, няма време
- Ех, Канада
- Адвокате
- Партии любими
- Петък 13 ти
- Аз съм от Твърдица, ти си от Париж
- Светица и грешница
- Ключ от чужда стая
- Охридското езеро
- Шопкиня
- Здравей, обич моя
- В такава нощ
- До последен дъх
- Делник

## Награди
Носител на десетки призове от най-престижните наши конкурси в областта на музикалното и литературно творчество, между които Големите награди на:
- Златен Орфей – „Ключ от чужда стая“ – Илия Ангелов, 1995 г.[2]
- Мелодия на годината – „Накъдето ми видят очите“ – „Ритон“, 1989 г.
- Сребърен Ерос – „Джалма“ – „Ритон“, 1996 г.
- Младежки конкурс – „На раздяла“ – Георги Станчев, 1982 г.
- Мелодия на годината – „Междучасие“ – Васил Найденов, 1984 г.
- Мелодия на годината – „Да чукна на дърво“ – Братя Аргирови, 1986 г.
- Пролетен конкурс на БНР – „Изповед“ – „Ритон“, 1997 г.
- Песен за Варна – „Морето плаче“ – Христо Кидиков, 1996 г.
- Златен Мустанг – „Гостенин на вятъра“ – Тони Стораро, 2000 г.
- Бургас и морето – „Летя“ – Силвия Кацарова и Васил Найденов, 2009 г.
- Златен Арлекин – „Риза и чадър за дъжд“ – Тодор Георгиев, 2010 г.
- Златен кестен – „Ах, жените“ – Група „Импулс“, 2013 г.
- София пее – „Лека нощ, любов“ – Дани Милев, 2014 г.
- Бургас и морето – „Вече знам“ – Ивайло Колев 2015 г.
- Бургас и морето – „Отиде си лятото“ – Радко Петков 2016 г.
- Детска Мелодия на годината - „Искам да полетя“ - София Иванова и Янка Рупкина, 2019 г.[3]

## Дискография
През 1987 г. „Балкантон“ издава малка плоча с две песни, изпълнени от Живко Колев като певец, а през 2004 г. излиза антология в пет диска със 100 песни, с изключително оригинална опаковка и полиграфия.